# Bhantnur, Mudhol
Bhantnur là một làng thuộc tehsil Mudhol, huyện Bagalkot, bang Karnataka, Ấn Độ.